# Marco Petrus
Marco Petrus (Rimini, 30 maggio 1960) è un pittore italiano.

## Biografia
Figlio d'arte, il padre Vitale Petrus era anch'egli pittore, Marco Petrus nasce a Rimini nel 1960, ma si trasferisce in tenera età a Milano, città che diventerà il primo (e principale) soggetto della sua pittura.
Il 1984, anno della morte del padre, lo vede abbandonare gli studi di architettura presso il Politecnico della capitale lombarda, ed aprire una stamperia d'arte, primo passo verso la scena artistica milanese, che sarà preludio al debutto del Petrus pittore con una mostra personale, nel 1991, allo Spazio Noa.
Le architetture sono subito il suo principale soggetto, soggetto che nel 1993 gli varrà il riconoscimento del XX Premio Sulmona e del Premio San Carlo Borromeo, con riproduzioni legate all' esperienza personale dell'artista, concentrato nella rappresentazione di opere architettoniche principalmente risalenti agli anni Venti, Trenta e Quaranta.
Attraverso un percorso fatto di mostre personali e collettive, in Italia e all'estero, l'attività pittorica di Petrus incontra ulteriore riconoscimento nel 1996 con un premio alla XVIII Rassegna Nazionale del Disegno e, l'anno successivo, al Premio Morlotti ed al XXXVII Premio Suzzara.
Nel 2003 viene pubblicata da Electa Mondadori la prima monografia dedicatagli, a cura di Alessandro Riva, in concomitanza con una mostra personale presso il Palazzo delle Stelline a Milano, a conferma del crescente successo, sia a livello artistico, che di mercato.
Sempre il 2003, con l'esposizione London Suspended, alla Barbara Behan Contemporary Art Gallery di Londra, segna la prima esposizione personale all'estero del pittore, alla quale seguirà due anni più tardi l'iniziativa Milano at Columbus Day, organizzata dall'Istituto Italiano di Cultura a New York e dal Comune di Milano, ente che individua in Petrus il rappresentante ideale della cultura milanese.
È in questi anni che Milano viene affiancata da altre città nel ruolo di soggetto dell'opera di Petrus, da Trieste a Shanghai si allarga il bacino di architetture rappresentate dall'artista, che però mantiene la capitale lombarda come simbolo della sua pittura, portandone gli edifici a Mosca (nel 2008), Roma (nel 2012) e Santa Fe (nel 2013).
Nel 2010 la particolare visione che Petrus ha delle città e dell'architettura urbana arriva ad influenzare Gabriele Salvatores, che dichiarerà di essersi ispirato alla pittura dell'artista in alcune fasi della realizzazione del film Happy Family.
All'attività solista di Marco Petrus si affianca la solida collaborazione con altri esponenti della pittura milanese, ed italiana, contemporanea. Dagli anni Novanta prende vita il gruppo Officina Milanese, nel quale Petrus, Giovanni Frangi, Luca Pignatelli e Velasco Vitali confluiscono per una proficua collaborazione. Successiva ed attuale è l'esperienza Italian Factory, gruppo che si propone di promuovere pittura e scultura italiane in un contesto nazionale ed internazionale, che lo porterà ad esporre, tra le altre, nelle sale del Parlamento Europeo di Strasburgo durante il semestre di presidenza italiana dell'Unione Europea nel 2003, ed in quelle del Taipei Fine Arts Museum nel 2007.

## Pubblicazioni
- 1995 G. Majorino, La città vivibile, Marcos Y Marcos, Milano
- 1998 A. Riva, Officina milanese, Edizioni Appiani Arte Trentadue, Milano
- 2000 U. Fiori - M. Petrus, Parlare al muro, Marcos Y Marcos
- 2002 A. Riva, Marco Petrus, Electa, Milano

## Dicono di lui
"Se, un domani, Petrus dipingesse nature morte o figure, firi o bestiari, boschi o mitivi ornamentali lo farebbe allo stesso modo: costruendoli. Creando cioè forme solide , compatte, persistenti, affidate a un disegno preciso, ad alta definizione, ben sigillato in contorni chiusi, in perimetri delineati, saldi fermi" Elena Pontiggia
"Se l'arte ha la magia di smuovere la memoria, il ciclo di dipinti di Marco Petrus è riuscito a farmi viaggiare in un tempo lontano, eppure vivo e perenne" Luca Beatrice